# Guto Graça Mello
Augusto César Graça Mello, mais conhecido como Guto Graça Mello (Rio de Janeiro, 29 de abril de 1948), é um compositor e produtor musical brasileiro. É filho do ator Graça Mello e tio do cantor e ator Ricardo Graça Mello, fruto da união do irmão Paulo Graça Mello, cantor e ator, com a atriz Marília Pêra.
Após trancar o curso de arquitetura na Universidade Federal do Rio de Janeiro (UFRJ), passou a estudar violão e inscreveu-se na escola de música ProArte.
Em 1967 compôs, com o amigo de infância e produtor musical Mariozinho Rocha, as músicas Manifesto, gravada por Elis Regina, e Cabra Macho, interpretada por Nara Leão. Montou o conjunto musical Vox Populi e foi se apresentar no México, onde passou três anos. Na sequência, foi convidado para compor a trilha sonora do filme norte-americano Missão: Matar.
A convite de Walter Clark, então diretor-geral da TV Globo, foi convidado a trabalhar na emissora. No início dos anos 1970 foi estudar na Universidade de Berkeley, na Califórnia, para onde se mudou com a família.  De volta ao Brasil, assumiu a direção musical da Globo, passando a cuidar do orquestramento das trilhas sonoras das telenovelas.
Na década de 1980, além de realizar a direção musical dos festivais da canção MPB 80 e MPB Shell, Guto Graça Mello seguiu produzindo as trilhas sonoras de diversos programas da Globo. Foi um dos responsáveis junto com  Ezequiel Neves pela seleção das músicas dos especiais infantis da TV Globo,  Pirlimpimpim e Plunct, Plact, Zuuum. Em 1984, foi nomeado produtor musical da emissora. Guto Graça Mello afastou-se da televisão em 1989. Dedicou-se, por cinco anos, à composição e à produção de jingles publicitários e peças teatrais. Em seguida, passou a trabalhar exclusivamente na indústria fonográfica, com artistas como Maria Bethânia e Roberto Carlos.
No Teatro, em 2014, fez a direção musical do espetáculo Se eu Fosse Você, o musical, escrito por Flavio Marinho. Em 2017, em parceria com Eduardo Bakr (texto e letras), compôs as músicas do ainda inédito O Jogador, um musical brasileiro . Em 2025, fez a supervisão musical do espetáculo Chatô e os Diários Associados - 100 anos de paixão, escrito por Fernando Morais e Eduardo Bakr, com direção de Tadeu Aguiar, direção musical de Thalyson Rodrigues e coreografias de Carlinhos de Jesus.
Compôs a trilha sonora de mais de 30 longas-metragens, entre eles O Beijo no Asfalto, A Estrela Sobe, Cazuza e Se Eu Fosse Você.

## Trilhas para filmes
- 2009 High School Musical: O Desafio
- 2007 Caixa Dois
- 2006 Irma Vap - O Retorno
- 2006 Se Eu Fosse Você
- 2005 O Casamento de Romeu e Julieta
- 2004 Cazuza - O Tempo Não Pára
- 2001 Copacabana
- 1987 Sonhos de Menina Moça
- 1983 O Cangaceiro Trapalhão
- 1982 Menino do Rio
- 1982 Rio Babilônia
- 1981 O Beijo no Asfalto
- 1979 Amor Bandido
- 1975 O Casal
- 1973 O Descarte
- 1972 Missão: Matar
- 1972 Roleta Russa

## Trilhas para televisão
- 1985 Tenda dos Milagres
- 1984 A Máfia no Brasil
- 1984 Pirlimpimpim 2
- 1983 Eu Prometo
- 1983 A Turma do Pererê
- 1982 Pirlimpimpim
- 1982 Paraíso
- 1980 Coração Alado
- 1980 Grandes Nomes (episódio: Elis Regina Carvalho Costa)
- 1979 Pai Herói
- 1978 Ciranda, Cirandinha
- 1978 Sinal de Alerta
- 1976 Saramandaia
- 1975 Pecado Capital
- 1973 Fantástico (aberturas do programa)

## Direção Musical
- 1983 Plunct, Plact, Zuuum